# Conrad de Vitinghove
 (février 2021).
Si vous disposez d'ouvrages ou d'articles de référence ou si vous connaissez des sites web de qualité traitant du thème abordé ici, merci de compléter l'article en donnant les références utiles à sa vérifiabilité et en les liant à la section « Notes et références ».

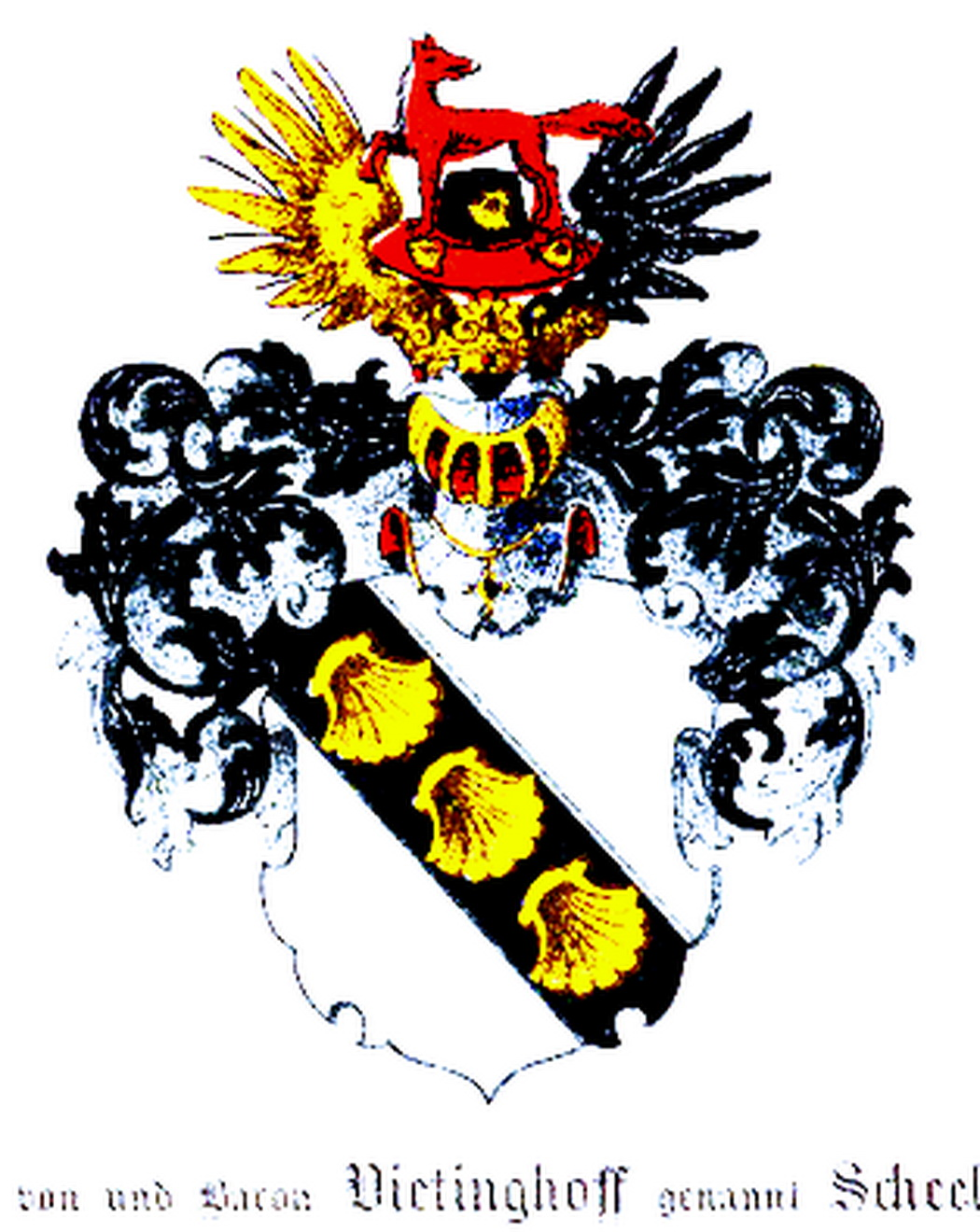
VietinghoffWappen.
Coat of arms of von Vietinghoff family

Conrad de Vitinghove, ou en latin Conradus de Vytinghove, mort en 1413, est un chevalier teutonique, frère d'Arnold de Vitinghove, issu d'une famille de la noblesse du Comté de La Marck venu en Livonie. Il est le 32ème maître de l'Ordre Teutonique en Livonie.

## Biographie
Il est commandeur de 1387 à 1394 de l'ordre Teutonique à la commanderie d'Ascheraden (près de l'actuelle Aizkraukle en Lettonie), puis de celle de Fellin. En 1401, il est choisi comme maître (Landmeister) de Livonie, comme son frère l'avait été avant 1364. Il combat contre les Russes et conclut une trêve avec le grand-duc de Lituanie en 1409. Il ne participe pas à la bataille de Tannenberg de 1410 qui fut catastrophique pour l'ordre.

## Source
- (de) Cet article est partiellement ou en totalité issu de l’article de Wikipédia en allemand intitulé « Conrad von Vytinghove » (voir la liste des auteurs).